# Страмба (Бистрица-Насауд)
Страмба (рум. Strâmba) насеље је у Румунији у округу Бистрица-Насауд у општини Жосениј Баргаулуј. Oпштина се налази на надморској висини од 499 m.

## Становништво
Према подацима из 2002. године у насељу је живело 382 становника, од којих су сви румунске националности.